# ナイトレイ
株式会社ナイトレイは、東京都渋谷区に本社を置く企業。
「ロケーションデータとテクノロジーの力で世界中に驚きを届ける」というビジョンのもと、位置情報に紐づくデータを収集・解析し、地域活性化ソリューションとして国内旅行者/生活者分析サービス「CITY INSIGHT」、訪日外国人対策総合支援サービス「inbound insight」などのサービスやカスタマイズでの分析レポート、データ提供を行っている。

## 概要
国内観光分析、まちづくり、MaaS、インバウンド対策などの領域に注力して、データを用いたソリューションによるクライアントのニーズ解決に寄与している。
ナイトレイのロケーションビッグデータとは、SNSのデータだけでなく、アプリや基地局のGPSデータや決済データ、車両走行データを取扱っており、それらを組み合わせた分析や調査を得意としている。
直近では、2021年8月より本田技研工業と提携し、自家用車の走行データと連携したCITY INSIGHTの新プランを発表。また、東京都と連携しリアルタイムの位置情報データを用いて分析することで、臨海副都心エリアでの東京五輪影響などを可視化する、まちのデータ見える化などを行っている。

## 主な沿革
- 2011年1月 株式会社ナイトレイ創業 データ解析事業提供開始
- 2013年10月 Innovation Weekend 2013 Oct 優勝
- 2014年3月 アーバンデータチャレンジ東京2013 銅賞 受賞 / Linked Open Data チャレンジ Japan 2013 NTTコミュニケーションズ賞 受賞 / オープンデータ流通推進コンソーシアム勝手表彰 優秀賞 受賞
- 2015年7月 訪日外国人解析サービス「inbound insight (インバウンドインサイト)」提供開始
- 2015年10月 自社アプリ「ABC Lunch 〜今日のゴハンがすぐ見つかるアプリ〜」提供開始
- 2015年11月 「inbound insight(インバウンドインサイト) 旅行滞在データプラン」リリース / 株式会社ドコモ・インサイトマーケティングと協業開始
- 2016年3月 「inbound insight(インバウン ドインサイト) 訪日消費データプラン」提供開始
- 2016年7月 訪日外国人旅行者向け観光サポートアプリ『ZouZou』提供開始
- 2016年10月 株式会社三菱総合研究所と業務提携開始
- 2016年11月 「inbound insight(インバウンド インサイト) 将来予測データプラン」提供開始
- 2017年2月 第三者割当増資により総額1.3億円の資金調達を実施[3]
- 2017年6月 株式会社ナビタイムジャパンとデータ連携開始 / 「inbound insight(インバウンド インサイト) 周遊データプラン」提供開始 / 「inbound insight(インバウンド インサイト) 旅行滞在データプラン 市区町村版 」提供開始
- 2017年7月 位置情報解析に関する特許を取得
- 2017年8月 トヨタ自動車のアセット活用の取り組み「TOYOTA NEXT」の協業企業に選定
- 2017年10月 モビリティデータ解析ソリューション 提供開始
- 2017年12月 訪日外国人動向解析レポート提供サービスを開始
- 2018年2月 インバウンド業界レポート／カオスマップ2017-2018を発行
- 2018年5月 三井住友カード株式会社と業務提携を開始 / 「inbound insight(インバウンド インサイト)統計データ分析ソリューション」提供開始 / 「inbound insight(インバウンド インサイト)インバウンド対策コンシェルジュ」提供開始
- 2019年4月 「LOCAL INSIGHT」提供開始 G20
- 2019年6月 FUKUOKA LINE公式アカウントへデータ提供
- 2019年8月 東京都が推進する次世代モビリティサービス実現をテーマとしたグローバル企業（BMWドイツ本社）協業プログラムに採択
- 2019年9月 総務省主催の研究会「AIインクルージョン推進会議」に代表石川が有識者として参加
- 2019年10月 ONE COMPATHと業務提携開始 / Location Based Marketing Association Japanに加盟
- 2019年11月 地域金融機関や地域企業から約2億円の資金調達を実施
- 2020年2月 「KDDI Location Data」と業務提携開始 / 富士通クラウドテクノロジーズと業務提携開始
- 2020年7月 東京ガスエンジニアリングソリューションズと業務提携開始
- 2020年9月 日本人生活者/旅行者分析サービス 「CITY INSIGHT」をリリース
- 2020年10月 スマートドライブのMobility Data Platformとデータ連携開始[4]
- 2021年1月 CITY INSIGHTがinbound insightとデータ連携開始 新機能「訪日外国人SNS解析」をリリース / MONETコンソーシアムに加盟[5]
- 2021年2月 CITY INSIGHTの新機能「施設インポート機能」をリリース / 関東経済産業局主催 e-JAMP CONFERENCEに代表石川が2度目の登壇[6]
- 2021年4月 CITY INSIGHT滞在人口分析プランをリリース モバイル空間統計と連携開始 / CITY INSIGHTフリープランをアップデート SNS解析プランを一部利用可能に
- 2021年5月 りそな×ジャフコ共催 大阪自治体＆スタートアップinOSAKAに代表石川が登壇
- 2021年6月 東京都主催「UPGRADE with TOKYO」第12回にて優勝[7] / CITY INSIGHTの新機能「ランキング集計機能」をリリース
- 2021年7月 東京都と協働し「まちのデータ見える化」プロジェクトを開始
- 2021年8月 Hondaと協業開始 CITY INSIGHT車両走行データ分析プランをリリース
- 2021年12月 三菱商事グループと協業開始